# Irîna Latve
Irîna Latve (ur. 26 sierpnia 1981 w Rydze) – łotewska lekkoatletka specjalizująca się w biegach średniodystansowych, olimpijka.

## Sukcesy sportowe
Największy sukces na arenie międzynarodowej odniosła w 1999 r. w Rydze, gdzie zdobyła tytuł mistrzyni Europy juniorek w biegu na 800 metrów. W mistrzostwach tych wystąpiła również w finale biegu sztafetowego 4 x 400 metrów, w których łotewskie zawodniczki zajęły VII miejsce. W 2000 r. była uczestniczką letnich igrzysk olimpijskich w Sydney, odpadając w biegu eliminacyjnym na dystansie 800 metrów. W 2001 r. wystąpiła na letniej uniwersjadzie w Pekinie, również odpadając w biegu eliminacyjnym na 800 metrów.
Jest trzykrotną mistrzynią Łotwy na otwartym stadionie: dwukrotnie w biegu na 800 metrów (1999, 2000) oraz w biegu na 1500 metrów (1999). W 2005 r. zdobyła dwa złote medale halowych mistrzostw Łotwy, w biegach na dystansie 800 i 1500 metrów.

## Rekordy życiowe
- bieg na 800 m – 2:02,14 – Ryga 29/07/2000 (rekord Łotwy juniorek)
- bieg na 1500 m – 4:14,90 – Płowdiw 19/06/2004
- bieg na 1500 m (hala) – 4:26,66 – Ryga 13/02/2005